# Sacha Feinberg-Mngomezulu
Sacha Feinberg-Mngomezulu (Città del Capo, 22 febbraio 2002) è un rugbista a 15 sudafricano, che gioca come mediano d'apertura negli Stormers.

## Biografia
Feinberg-Mngomezulu crebbe a Città del Capo da una famiglia di origini inglesi. Il padre Nick era, infatti, nato a Londra da un membro dell'African National Congress scappato dal Sudafrica durante l'apartheid.
Formatosi rugbisticamente nel Bishop College di Città del Capo, Feinberg-Mngomezulu entrò a far parte della squadra di Western Province per la Currie Cup del 2021, torneo nel quale fece il suo esordio professionistico. Nella stagione successiva fu aggregato alla rosa degli Stormers con cui fece il suo debutto nei quarti di finale dello United Rugby Championship 2021-2022, competizione poi vinta dalla franchigia sudafricana. L'anno seguente scese per la prima volta in campo nella European Rugby Champions Cup nella sfida della fase a gironi contro i London Irish.
A livello internazionale, Feinberg-Mngomezulu fu il capitano della selezione sudafricana under-20 che si aggiudicò le Six Nations U20 Summer Series del 2022. Nell'ottobre dello stesso anno, ricevette la sua prima convocazione nel Sudafrica in occasione della sessione autunnale di incontri internazionali, in cui, però, non scese mai in campo. Il suo esordio internazionale avvenne nel giugno 2024 nella partita contro il Galles, dove entrò dalla panchina e segnò sette punti frutto di due trasformazioni ed un calcio di punizione. Dopo aver preso parte alle restanti sfide amichevoli estive, disputò il suo primo incontro come titolare contro l'Australia nella prima giornata del The Rugby Championship 2024. 

## Palmarès
- United Rugby Championship: 1
Stormers: 2021-22